# Jean-Baptiste Dufoussat
Jean-Baptiste Dufoussat est un homme politique français né le 10 juillet 1843 à Maisonnisses (Creuse) et décédé le 24 septembre 1914 à Soumans (Creuse)

## Biographie
Avocat au barreau de Chambon-sur-Voueize en 1868, puis notaire à Soumans de 1871 à 1891, il est maire de Soumans de 1871 et 1896, conseiller général du canton de Boussac de 1881 à 1896.
Il est sénateur de la Creuse de 1894 à 1912, inscrit au groupe de la Gauche démocratique. Il travaille surtout sur les dossiers de travaux publics locaux.